# Краєзнавчий музей Рокишкіса
Краєзнавчий музей Рокишкіса (лит. Rokiškio krašto muziejus) — музей в місті Рокишкіс, Литва. Розташований в приміщенні колишнього маєтку родин Тізенгаузенів і Пшездецьких — пам'ятці архітектури XIX—XX століть.

## Історія
Заснований в 1933 році групою ентузіастів. Перші музейні фонди становили експонати, зібрані в окрузі вчителями та учнями, а також експонати з місцевої гімназії. До 1939 року в фондах музею було накопичено 1046 експонатів.
У 1940 році, з приходом радянської влади, садиба Рокишкіс була націоналізована, у головній будівлі відкрився краєзнавчий музей. У грудні 1940 року в цих приміщеннях розмістився полк Червоної армії. У 1941 році найцінніші роботи живопису і графіки були передані Каунаському музею культури (нині Національний художній музей імені Мікалоюса Константінаса Чюрльоніса). У 1942 році, на вимогу гітлерівців, музей закрили, а експонати були перенесені в підсобні приміщення. У 1948 році комплекс будівель був переданий місцевому радгоспу, а музей перенесений до приміщення маленького дерев'яного костелу на вулиці Вітауто. У 1952 році у відреставрованій садибі знову був відкритий музей. З 1989 року директором музею є Нійоле Шньокене (лит. Nijolė Šniokienė).

## Реалізація туристичних та культурних проектів
У 2006—2012 роках був реалізований проект «Адаптація маєтку Рокишкіс до туристичних потреб», в ході якого були реконструйовані чотири будівлі ансамблю садиби, побудовані сучасні складські приміщення, виставкові зали, реконструйовані та спроектовані інженерні мережі.
У 2010 році Краєзнавчий музей Рокишкіса отримав приз від Міністерства культури Литовської Республіки за проекти розвитку дитячої та молодіжної культурної освіти.
Музей та ансамбль маєтку Рокишкіс стали найпривабливішим туристичним напрямком в Литві в 2011 році і був удостоєний премії Європейської комісії. У 2012 році, в ході голосування, проведеного Міністерством культури, музей був визнаний Музеєм 2012 року.

## Музейний фонд
В експозиції Краєзнавчого музею Рокишкіса знаходяться близько 90 000 експонатів. У музеї можна побачити археологічні знахідки: вироби з каменю, бронзи, заліза, частина з яких знайдена під час розкопок Юоденського городища (I—XII ст.) і Норкунайського могильника (VI—VII ст.). У музеї також зберігається велике зібрання матеріалів з історії та культури Рокішкського краю: безліч книг, документів, друкованих видань, монет і банкнот різних періодів, зразки образотворчого і прикладного мистецтва, колекція одягу, архівні матеріали та фотографії маєтку, фонд народного мистецтва, в якому виняткове місце займають різьблені вироби литовського скульптора Ленгінаса Шяпки.
У залах музею представлені наступні експозиції:
- Історія Рокішкського краю
- Маєток Рокишкіс у XIX—XX ст.
- Різьблені фігури Ленгінаса Шяпки

Музей працює щоденно з 10.00 до 18.00 години, крім понеділка.